# Nguyễn Thanh Hồng
Nguyễn Thanh Hồng (sinh năm 1960) là một Tướng lĩnh Công an nhân dân Việt Nam, cấp bậc Thiếu tướng và chính trị gia người Việt Nam. Ông hiện là Ủy viên thường trực Ủy ban Quốc phòng và An ninh của Quốc hội, Phó Chủ tịch Nhóm nghị sĩ hữu nghị Việt Nam - New Zealand, đại biểu Quốc hội Việt Nam khóa 14 tỉnh Bình Dương. Ông từng là đại biểu Quốc hội Việt Nam khóa 13, cũng thuộc đoàn đại biểu Bình Dương.

## Xuất thân
Ông sinh ngày 8 tháng 6 năm 1960 tại phường Lam Sơn, thành phố Thanh Hóa, tỉnh Thanh Hoá. Ông là người dân tộc Kinh, không theo tôn giáo nào. Ông hiện cư trú ở Phòng 1001, số nhà 92, ngõ 97, Nhà Công vụ Bộ Công an, Hoàng Cầu, phường Ô Chợ Dừa, quận Đống Đa, thành phố Hà Nội.

## Giáo dục
- Giáo dục phổ thông: 10/10
- Cử nhân Anh văn[4][5]. Từ tháng 11 năm 1982 đến tháng 11 năm 1986, ông đi học Cử nhân Luật tại Trường Đại học Luật Hà Nội.
- Tiến sĩ luật dân sự[5] bảo vệ năm 2001 ở tại Trường Đại học Luật Hà Nội, tên luận án: "Trách nhiệm bồi thường thiệt hại trong các vụ tai nạn giao thông đường bộ", 202 trang, nói về khái niệm, nguyên nhân, đặc điểm tình hình các vụ tai nạn giao thông đường bộ ở Việt Nam, và trách nhiệm bồi thường thiệt hại ngoài hợp đồng.[6]
- Cao cấp lí luận chính trị[5]

## Sự nghiệp

### Hoạt động trong ngành công an
Từ tháng 12 năm 1979 đến tháng 10 năm 1982, ông là cán bộ giáo vụ, Trường Hạ sĩ quan Cảnh sát VI Bắc Thái.
Ngày 10 tháng 9 năm 1982, ông gia nhập Đảng Cộng sản Việt Nam. Ông trở thành đảng viên chính thức vào ngày 10 tháng 3 năm 1984.
Từ tháng 11 năm 1982 đến tháng 11 năm 1986, ông đi học Cử nhân Luật tại Trường Đại học Luật Hà Nội.
Từ tháng 12 năm 1986 đến tháng 6 năm 1987, ông là cán bộ giáo vụ, Trường Hạ sĩ quan Cảnh sát VI Bắc Thái.
Từ tháng 7 năm 1987 đến tháng 5 năm 1989, ông là cán bộ, đội trưởng, Phòng Cảnh sát giao thông Công an tỉnh Thanh Hóa.
Từ tháng 6 năm 1989 đến tháng 8 năm 1989, ông là Trợ lý Phòng Tham mưu Cảnh sát Công an tỉnh Thanh Hóa.
Từ tháng 9 năm 1989 đến tháng 3 năm 1991, ông là đội trưởng Phòng Cảnh sát giao thông Công an tỉnh Thanh Hóa.
Từ tháng 4 năm 1991 đến tháng 8 năm 2002, ông là đảng ủy viên, Phó trưởng phòng – Phòng Cảnh sát giao thông Công an tỉnh Thanh Hóa.
Từ tháng 9 năm 2002 đến tháng 5 năm 2004, ông là phó trưởng phòng, phó Thủ trưởng cơ quan điều tra, Phòng Cảnh sát điều tra Công an tỉnh Thanh Hóa.
Từ tháng 6 năm 2004 đến tháng 8 năm 2005, ông là Bí thư chi bộ, Phó trưởng Ban biên tập chuyên đề Chính trị - Pháp luật, Tạp chí Công an nhân dân.
Từ tháng 9 năm 2005 đến tháng 4 năm 2010, ông là đảng ủy viên, Bí thư chi bộ, Trưởng ban biên tập chuyên đề Chính trị - Pháp luật, Tạp chí Công an nhân dân.
Từ tháng 5 năm 2010 đến tháng 5 năm 2011, ông là đảng ủy viên, Phó Tổng biên tập Tạp chí Công an nhân dân.

### Đại biểu Quốc hội Việt Nam khóa 13 Bình Dương
Ngày 14 tháng 3 năm 2011, đại tá Nguyễn Thanh Hồng, Phó Tổng Biên tập Tạp chí Công an nhân dân, cùng với 4 người khác (Đại tướng Lê Hồng Anh, trung tướng Trần Đại Quang, trung tướng Đặng Văn Hiếu, thiếu tướng Đỗ Kim Tuyến) được Bộ Công an Việt Nam giới thiệu ứng cử đại biểu Quốc hội Việt Nam khóa 13.
Ngày 22 tháng 5 năm 2011, ông lần đầu tham gia ứng cử đại biểu Quốc hội Việt Nam khóa 13 nhiệm kì 2011-2016 ở đơn vị bầu cử số 2 tỉnh Bình Dương gồm huyện Tân Uyên, huyện Phú Giáo và thị xã Dĩ An. Ông đã trúng cử với tỷ lệ 67,48% số phiếu hợp lệ.

### Đại biểu Quốc hội Việt Nam khóa 14 Bình Dương
Khi ứng cử đại biểu Quốc hội Việt Nam khóa 14 vào tháng 5 năm 2016 ông đang là Thiếu tướng, Ủy viên Thường trực Ủy ban Quốc phòng và An ninh của Quốc hội, làm việc ở Ủy ban Quốc phòng và An ninh của Quốc hội.
Ông đã trúng cử đại biểu quốc hội năm 2016 ở đơn vị bầu cử số 1, tỉnh Bình Dương, gồm thành phố Thủ Dầu Một và thị xã Dĩ An, được 286.534 phiếu, đạt tỷ lệ 66,58% số phiếu hợp lệ.
Ông hiện là Thiếu tướng, Ủy viên Thường trực Ủy ban Quốc phòng và An ninh của Quốc hội, Phó Chủ tịch Nhóm nghị sĩ hữu nghị Việt Nam - New Zealand.
Ông đang làm việc ở Ủy ban Quốc phòng và An ninh của Quốc hội (Đại biểu chuyên trách: Trung ương).

#### Suy đoán có tội
Ngày 21 tháng 11 năm 2017, thảo luận về dự án luật Phòng, chống tham nhũng sửa đổi tại nghị trường Quốc hội, ông cho rằng luật Hình sự xác định tội phạm theo nguyên tắc suy đoán vô tội, nhưng đối với phòng, chống tham nhũng nên áp dụng suy đoán có tội, có vi phạm.

#### Phản đối đề xuất xây dựng luật Phòng chống phản bội Tổ quốc
Sáng ngày 25 tháng 5 năm 2018, tại phiên thảo luận kinh tế - xã hội kì họp thứ 5 Quốc hội khóa 14, đại biểu Quốc hội Nguyễn Văn Cảnh đề xuất xây dựng Luật Phòng chống phản bội Tổ quốc để nhận diện đối tượng, hành vi phản bội Tổ quốc theo điều 44 Hiến pháp Việt Nam 2013. Tuy nhiên, Nguyễn Thanh Hồng đã phản đối đề xuất này với lí do tội phản bội tổ quốc đã được thể chế hóa trong bộ luật Hình sự và các luật bảo vệ Tổ quốc liên quan đến quốc phòng, an ninh quốc gia.

## Lịch sử thụ phong quân hàm
Thiếu tướng (2014)

## Khen thưởng
- Huy chương Chiến sĩ vẻ vang hạng Nhất[5]